# Tour della nazionale maschile di rugby a 15 della Nuova Zelanda 1914
Nel 1914, la Nazionale di rugby neozelandese si reca in tour in Australia, con tre successi su tre nei test match con i Wallabies

## Risultati
Sistema di punteggio: meta = 3 punti, Trasformazione=2 punti. Punizione e calcio da mark= 3 punti. drop = 4 punti. 
| Wellington 1º luglio 1914 | Wellington | 19 – 14 | Nuova Zelanda XV | Athletic Park |

| Sydney 11 luglio 1914 | New South Wales | 6 – 27 | Nuova Zelanda XV | (Sports Ground) |

| Orange (Australia) 15 luglio 1914 | Central-Western Districts | 10 – 59 | Nuova Zelanda XV | (Wade Park) |

| Arbitro: | T. Pauling |

|  |           |                             |
|  | Marcatori | mete: McNeece trasf: Graham |

| Armidale 22 luglio 1914 | New England | 6 – 35 | Nuova Zelanda XV |  |

| Brisbane 25 luglio 1914 | Queensland | 5 – 26 | Nuova Zelanda XV | (Woolloongabba) |

| Brisbane 29 luglio 1914 | Queensland | 0 – 19 | Nuova Zelanda XV | (Woolloongabba) |

| Arbitro: | P. Ferguson |

|  |           |                                                 |
|  | Marcatori | mete: Lynch R Roberts, Taylor 3 trasf:E Roberts |

| Sydney 5 agosto 1914 | Metropolitan Union | 6 – 11 | Nuova Zelanda XV | (Sports Ground) |

| Sydney 8 agosto 1914 | New South Wales | 10 – 25 | Nuova Zelanda XV | (Sports Ground) |

| Arbitro: | C. Butt |

|                        |           |                                                                        |
| mete:Wogan drop: Dwyer | Marcatori | mete:Francis 2 McKenzie, R Roberts 2 Taylor trasf:E Roberts, R Roberts |